# توني كرتيس
توني كرتيس (بالإنجليزية: Tony Curtis)‏ ممثل أمريكي من مواليد 3 يونيو 1925 وتوفي في 29 سبتمبر 2010 وهو والد الممثلة جيمي لي كرتيس , من أشهر أدواره دوره في فيلم الرائحة الحلوة للنجاح.

## مواقع خارجية
- توني كرتيس على موقع IMDb (الإنجليزية)
- توني كرتيس على موقع الموسوعة البريطانية (الإنجليزية)
- توني كرتيس على موقع روتن توميتوز (الإنجليزية)
- توني كرتيس على موقع مونزينجر (الألمانية)
- توني كرتيس على موقع ألو سيني (الفرنسية)
- توني كرتيس على موقع ميوزك برينز (الإنجليزية)
- توني كرتيس على موقع تيرنر كلاسيك موفيز (الإنجليزية)
- توني كرتيس على موقع أول موفي (الإنجليزية)
- توني كرتيس على موقع قاعدة بيانات برودواي على الإنترنت (الإنجليزية)
- توني كرتيس على موقع قاعدة بيانات الأفلام السويدية (السويدية)